# 血腥校园
《血腥校园》是由汤姆·富尔普(Tom Fulp)于1999年在Newgrounds开发的Flash游戏。该游戏被評價為「Flash上当时玩法最多样的游戏之一」，它被廣泛認為是Flash遊戲場景的先驱并「作为公共力量」帮助推出Newgrounds方面受到广泛赞誉。该游戏的劇情是由科伦拜校园事件改编而來，将玩家扮演的Pico必须与一群杀死他同学的刻板哥德孩子作战。

## 故事与玩法
一日，在学校的一堂关于苹果和香蕉的课上，Pico的同学卡珊卓打断了课堂，谴责美国教育体系，她认为这是「胡说八道」，于是杀死了学校的大部分人。而后，幸存下来的主角（Pico）决定用自己的方式与哥特孩子战斗，他发现他们被卡珊卓操纵了，卡珊卓随后被揭露是外星人，Pico击败了她。虽说这个外星人最终被Pico击败，但是六个月后，校长帕尼找到一些来自贫民窟，手持枪械的学生进入了Pico所在的学校，来取代死掉的旧学生。
游戏的玩法是通过鼠标点击一些物品来让玩家选择穿过学校大厅的多条路径，与幸存的学生进行对话，并与敌人战斗。

## 开发
Tom Fulp在接受采访时表示，在科伦拜校园事件之后，他的网站上受到了很多的斥责他的邮件，并且指责他的网站上有很多暴力等内容，而这却让他有了制作该游戏的想法。
该游戏是在脚本语言ActionScript出现之前在Flash 3中开发的，几乎所有的Flash游戏都会使用这种语言。为了模拟存储的数据，Fulp声称创建了一个复杂的电影剪辑网络来模拟游戏中的变量，这是一种创新技术，它在高度互动的序列（如Boss战）中造成了很大的压力。
2021年愚人节，原版《血腥校园》被《血腥校园：爱能征服一切》取代，重新讲述了大屠杀从未发生的故事。

## 评价
《Spin》杂志评价其为“疯狂的艺术”。特罗马娱乐的安德鲁·勒纳（Andrew Lerner）说，当他第一次看到这游戏时，他笑得太厉害了，几乎弄湿了裤子。据报道，特罗马娱乐曾一度与Tom Fulp製作一部基於该游戏制作电影进行谈判。Mie Aoki在日本科技网站《Impress Watch》上发表的一篇关于Newgrounds的当代文章推荐了这款游戏，并称它是测试你在小学时的思维卡顿程度的好方法。在2020年的一篇文章中，《連線》杂志称这款游戏为「无礼的纸浆」。

## 影响
游戏的创建者Tom Fulp将血腥校园称为「Newgrounds的真正决定性时刻」。该游戏被许多人誉为「Flash 3『程式設計』的巅峰之作」，据说它「为点击类型提供了第一个模型，这将成为一种标准」。
该作的主角还成为了Newgrounds上的吉祥物之一，并且在多个动画中出现。
2024年同樣從Newgrounds成名的網路動畫桌面大戰，Pico和坦克人有作爲背景人物在第二季第三集因著Newgrounds遇襲而遇險；其後補充在第三季第三集，他們共同於前綫對付大肆破壞Newgrounds的天選之子和黑暗領主。

## 续作
自1999年以来，作为与兼职动画师Jose "MindChamber" Ortiz合作，以血腥校园2为标题的续作正在开发多年，但在2010年代的某个时间没有宣布就取消了。2016年向Newgrounds的支持者提供了两个原型版本。流行节奏游戏周五放克夜（具有Pico关卡）承诺如果在Kickstarter募资达到500万美元，将完成并发布血腥校园2，尽管这个目标最终没有实现。